# Foura
Ne doit pas être confondu avec Fouras.
Foura est une localité située dans le département de Kaya de la province du Sanmatenga dans la région Centre-Nord au Burkina Faso.

## Éducation et santé
Le centre de soins le plus proche de Foura est le centre de santé et de promotion sociale (CSPS) de Basnéré tandis que le centre hospitalier régional (CHR) se trouve à Kaya.
Foura possède un centre d'alphabétisation. L'école primaire du village et ses logements de fonction se sont effondrés en 2004-2005.